# Run, Rose, Run
Run, Rose, Run è il quarantanovesimo album in studio della cantautrice statunitense Dolly Parton, pubblicato il 4 marzo 2022 dalla Bluefly Records.

## Tracce
Testi e musiche di Dolly Parton.
1. Run – 2:45
2. Big Dreams and Faded Jeans – 4:07
3. Demons (featuring Ben Haggard) – 3:24
4. Driven – 2:40
5. Snakes in the Grass – 2:41
6. Blue Bonnet Breeze – 5:19
7. Woman Up (And Take It Like a Man) – 2:27
8. Firecracker – 3:13
9. Secrets – 2:52
10. Lost and Found (featuring Joe Nichols) – 3:18
11. Dark Night, Bright Future – 2:37
12. Love or Lust (featuring Richard Dennison) – 3:20

## Formazione
- David Angell – violino (6, 12)
- Monissa Angel – violino (6)
- Appalachian Road Show (Barry Abernathy, Jim Van Cleve, Darrel Webb) – cori (10)
- Pat Bergeson – armonica (2, 7)
- Becky Isaacs Bowman – cori (4)
- Jamie Dailey – cori (1)
- David Davidson – violino (6, 12)
- Richard Dennison – piano (1, 4, 8, 11, 12), organo B3 (2, 7), tastiera (3, 9), ospite (12), cori (2, 3, 5, 7, 9, 10)
- Ben Haggard – ospite (3)
- Vicki Hampton – cori (2, 3, 5, 7, 9, 10)
- Steve Hinson – steel guitar (10)
- Paul Hollowell – organo B3 (5)
- Sonya Isaacs – cori (4)
- Dirk Johnson – tastiera (10)
- Steve Mackey – basso (1–5, 7, 8–11)
- Jimmy Mattingly – fiddle (1, 8, 11), mandolino (6, 9, 12)
- Charlie McCoy – aarmonica (3)
- Aaron McCune – cori (1)
- Joe Nichols – ospite (10)
- Jennifer O'Brien – cori (2, 3, 5, 7, 9, 10)
- Richie Owens – chitarra Weissenborn resonator (5)
- Carole Rabinowitz – violoncello (6)
- Sarighani Reist – violoncello (12)
- Dolly Parton – voce, cori (3, 6, 8–10)
- Tom Rutledge – banjo (1, 4, 11), chitarra acustica (3, 5–7, 9, 10)
- Val Storey – cori (8)
- Scott Vestal – banjo (8)
- Darrin Vincent – cori (1)
- Rhonda Vincent – cori (8)
- Kent Wells – chitarra acustica (1, 2, 4, 8, 11), chitarra elettrica (1–5, 7–11)
- Kristin Wilkinson – viola (12)
- Lonnie Wilson – batteria (1–5, 7–11)